# سیر (بردسکن)
سیر نام روستایی از توابع بخش مرکزی شهرستان بردسکن در استان خراسان رضوی است. این روستا در دهستان کوهپایه قرار دارد و براساس سرشماری سال ۱۳۸۵ جمعیت آن ۴۴۱ نفر (۲۰۱ خانوار) بوده است.